# Дьяковский овраг
Дьяко́вский овраг (Дьяко́вский ручей) — малая река в Южном административном округе Москвы, правый приток Москвы-реки. Своё название получил от бывшей деревни Дьяковское, которая вошла в состав Москвы в 1960 году. Имеет статус перспективной особо охраняемой природной территории регионального значения.
Река протекает в овраге по территории музея-заповедника Коломенское. Длина оврага вместе с ручьём составляет 1,1 км, длина водотока — 800 метров. Расход воды — 2,5 л/с. Исток расположен напротив дома № 36 по Каширскому шоссе, устье — на 900 метров южнее устья Голосова оврага. Перед слиянием с рекой Москвой ручей 20 метров протекает в подземном коллекторе. Постоянное течение устанавливается выходом грунтовых вод выше устья Станового оврага.